# Bartolomeo della Scala
Bartolomeo della Scala va ser un religiós italià, bisbe de Verona entre 1278 i 1290.
Va ser fill natural de Mastino I della Scala. Fou monjo benedictí, i elegit bisbe de Verona 29 de novembre de 1277, confirmat en el càrrec l'any següent, succeint al seu germà Guido della Scala essent confirmat el 1283.
Va morir el 8 de novembre de 1290.